# József Bara
József „Józsi“ Bara (* 1966; † 8. April 2013 in Izsák) war ein rumänischer Maler. Er wurde bei einer Vernehmung durch ungarische Polizisten 2013 zu Tode geprügelt. Sein Fall löste in Ungarn große Reaktionen aus.

## Leben
József Bara stammte aus der nordwestrumänischen Stadt Satu Mare und wohnte bis zu seinem Tod seit einigen Jahren im Dorf Orgovány südlich von Budapest. Er verdiente seinen Lebensunterhalt mit Handwerksarbeiten aller Art und war gelernter Maler.

## Tod
Ein Bekannter im Dorf hatte Bara beschuldigt, eine Motorsäge, die er ihm nach eigenen Angaben zur Reparatur gegeben hatte, verkauft zu haben, was Bara bestritt. Zwei Polizisten verhafteten Bara gegen 17.30 Uhr. Als die beiden Polizisten Bara aufgesucht hätten – so berichtete seine Lebensgefährtin Andrea Szélhegyi – seien sie sofort handgreiflich geworden, hätten ihn brutal zu Boden geworfen und ihm Handschellen angelegt. Sie brachten Bara zur Vernehmung auf die nächstgelegene Polizeistation.
Gegen 21 Uhr erstatteten die Polizisten die Meldung, der Verdächtige sei beim Verhör zusammengebrochen und gestorben.
Nach der Identifizierung sagte ein Bekannter des Toten, er habe ausgesehen wie "zu Brei geschlagen".

## Folgen
Die beiden verantwortlichen Polizisten wurden festgenommen und zu Haftstrafen verurteilt.

## Reaktionen
Die ungarische Öffentlichkeit war entsetzt und empört über den Vorfall. Die Tageszeitung "Népszava" schrieb von "einem der dunkelsten Kapitel der ungarischen Polizeigeschichte".
Das ungarische Außenministerium verlangte in einer Stellungnahme eine strenge Bestrafung der Verantwortlichen und forderte auch, dass rumänische Stellen permanent über den Stand der Ermittlungen unterrichtet werden sollen. Die EU-Kommission prüfte zu diesem Zeitpunkt die Verfassungsnovelle Ungarns und die ungarische Außenpolitik stand unter Druck.
Präsident Viktor Orbán besuchte nach der Beerdigung das Grab von Bara.